# Fairy Investigation Society
La Fairy Investigation Society a été fondée en Grande-Bretagne en 1927 par Sir Quentin Craufurd, afin de collecter des informations et témoignages sur les observations de fées. En 1983, les quartiers-maîtres de la société sont situés à Dublin en Irlande. En 2010, elle serait peu active.